# A Sphere in the Heart of Silence
A Sphere in the Heart of Silence, publicado el 23 de noviembre del 2004, es el quinto álbum de una serie de seis discos publicados por John Frusciante en el período comprendido entre junio de 2004 y febrero del 2005. El álbum cuenta con la colaboración de Josh Klinghoffer, amigo del artista, que canta los temas Communique, At Your Enemies y Surrogate People, este último acompañado por John Frusciante el cual también canta los temas The Afterglow, Walls y My Life. Es un álbum con influencias de la música electrónica, la música psicodélica y la música experimental.

## Lista de canciones
Todas las canciones escritas por John Frusciante y Josh Klinghoffer
1. "Sphere" – 8:29
2. "The Afterglow" – 5:19
3. "Walls" – 6:19
4. "Communique" – 6:55
5. "At Your Enemies" – 4:23
6. "Surrogate People" – 5:20
7. "My Life" – 1:35